# La Clownesse Cha-U-Kao
Ne doit pas être confondu avec Cha-U-Kao.
La Clownesse Cha-U-Kao est une peinture à l'huile sur carton réalisée en 1895 par le peintre français Henri de Toulouse-Lautrec. Mesurant 64 × 49 cm, elle est conservée au Musée d'Orsay, à Paris.

## Historique de l'œuvre
Le monde du cirque a toujours fasciné Toulouse-Lautrec. Il a déjà peint Cha-U-Kao dans les années 1880, et il revient à la décennie suivante, avec des œuvres comme celle-ci cette danseuse. Les clownesses sont une variation de son thème favori, qui est la représentation des femmes de la nuit.  Il s'agit de la période de maturité de Toulouse-Lautrec, qui est mort en 1901.

## Description
Cha-U-Kao est peinte dans un cadre plus intime, probablement une chambre, contrairement à ses representations plus habituelles sur scène par Toulouse-Lautrec. 
Son costume de scène, dont elle se défait, comprend une collerette jaune qui s’étend sur une grosse partie de la peinture, renforcé par le ruban jaune sur ses cheveux,. Dans le miroir apparaît le reflet d'un homme d'âge mûr, peut-être un proche, un admirateur ou un client.

## Appropriations
On recense deux appropriations de la Clownesse Cha-U-Kao dans l'œuvre du peintre Herman Braun-Vega : la première en 1993 avec La Facture et la seconde en 2000 avec Don Alfredo et la Fleur de Toulouse.